# Pierre Moerlen's Gong
Pierre Moerlen's Gong est un groupe de jazz rock britannique. Il est mené par le batteur et percussionniste français Pierre Moerlen qui se distingue de la première formation de Gong, et de son space rock psychédélique mené par Daevid Allen. Le groupe est connu pour son utilisation récurrente des percussions, comme le marimba, le xylophone, ou le vibraphone, dans un univers jazz-rock.

## Biographie
Avec un florilège de changement de musiciens au milieu des années 1970, et le départ de ses membres fondateurs Daevid Allen et Gilli Smyth, le batteur de Gong Pierre Moerlen se retrouve à la tête du groupe avec deux albums restants à produire sous contrat avec Virgin Records. Pierre forme alors un nouveau Gong avec son frère Benoit Moerlen aux percussions, le bassiste américain Hansford Rowe et une succession de guitaristes, avec notamment Allan Holdsworth, Mike Oldfield, l'ex-Rolling Stones Mick Taylor et Bon Lozaga.
Ils sortent deux albums au nom de Gong, Gazeuse! (appelé Expresso en Amérique du Nord) en 1976>, et ensuite Expresso II en 1978>. À la suite de la fin du contrat chez Virgin, Moerlen change le nom du groupe en Pierre Moerlen's Gong. Au début de l'année 1979, le groupe sort Downwind, qui est un album teinté de rock/pop avec les voix occasionnelles de Moerlen lui-même et une apparition  de Steve Winwood. Plus tard en 1979, ils sortent un autre album, Time is the Key, qui emmène le groupe plus loin dans l'univers pop/rock. L'album live Pierre Moerlen's Gong Live sort en 1980, suivi plus tard d'un autre album studio Leave It Open. C'est alors que le projet de Pierre Moerlen issu de Gong ralenti ses activités et ne sort pas d'album avant 1986 avec Breakthrough, enregistré avec des membres du groupe suédois Tribute.
À la suite de la séparation d'avec Tribute, début 1987, Pierre Moerlen monte avec notamment Ake Zieden à la guitare, Hansford Rowe et Benoit Moerlen une nouvelle formule du Pierre Moerlen's Gong. Ce groupe promeut Breakthrough lors d'une tournée en Allemagne, en mars-avril 1987. Deux albums naîtront en 1988 du sextet, Second Wind et un album live, Full Circle Live '88. De leur côté, Bon Lozaga, Hansford Rowe et Benoit Moerlen se rassemblent pour former Gongzilla au début des années 1990, sortant quatre albums à ce jour qui sont un prolongement de la fusion percussive que le groupe original a amenée, et jouent sur scène un mélange de nouveaux titres et d'anciens correspondants à la période Gazeuse/Expresso II. Pierre Moerlen les rejoindra pour leur tournée européenne en 2002.
Également en 2002, Pierre Moerlen enregistre l'album Pentanine, à Saint-Pétersbourg, avec une nouvelle formation de Pierre Moerlen's Gong, constituée de musiciens russes. L'album sort en 2004. En 2005, Pierre Moerlen séjourne à Sainte-Marie-aux-Mines (Haut-Rhin) et répète avec Marc-Antoine Schmitt à la basse, Matias Canobra au vibraphone et Daniel Bünzli à la percussion pour une ultime mouture de Pierre Moerlen's Gong. C'est là que, dans la nuit du 2 au 3 mai 2005, Moerlen meurt, à l'âge de 52 ans de causes naturelles.
En 2008, le label Acadia publie l'album double Arista Years, qui contient trois disques du Pierre Moerlen's Gong, soit Time Is The Key, Pierre Moerlen's Gong Live et Leave It Open. L'actuel groupe Pierre Moerlen's Gong, celui des derniers jours de Pierre, avec son élève Samuel Klein le remplaçant à la batterie et Sébastien Kohler à la guitare, lui rend hommage dans son album de 2010, Tribute et sur scène, en livrant, parmi d'autres, certaines de ses compositions inédites.

## Discographie
Albums studio
- 1976 : Gazeuse! (Expresso aux États-Unis)
- 1978 : Expresso II
- 1979 : Downwind[5]
- 1979 : Time Is the Key[6],[7]
- 1981 : Leave It Open[8],[9]
- 1986 : Breakthrough[10]
- 1988 : Second Wind[11]
- 2004 : Pentanine[12],[13]

Albums live
- 1980 : Pierre Moerlen's Gong Live[14]
- 1998 : Full Circle Live '88[15],[16]

Compilations
- 2008 : Arista Years

Album hommage
- 2010 : Tribute